# Gabriel Grando
Gabriel Hamester Grando (ur. 29 marca 2000 w Chapecó) – brazylijski piłkarz występujący na pozycji bramkarza, od 2021 roku zawodnik Grêmio.